# Giovanni Casertano
Giovanni Casertano (* 6. März 1941 in Santa Maria Capua Vetere; † 21. Dezember 2023) war ein italienischer Philosophiehistoriker auf dem Gebiet der antiken Philosophie.
Giovanni Casertano war Schüler von Giuseppe Martano, dem ersten Inhaber des Lehrstuhls für Geschichte der antiken Philosophie an der Universität Neapel Federico II. Er selbst hatte diesen Lehrstuhl von 1980 bis 2009 inne. 1989 war er Gründungsmitglied der International Plato Society, außerdem war er Mitglied der Accademia Pontaniana in Neapel, Ehrenbürger der Stadt Elea und Doctor honoris causa der Universität von Brasilia. Gastprofessuren führten ihn an verschiedene europäische und lateinamerikanische Universitäten.
Forschungsschwerpunkte waren Parmenides und die Vorsokratiker, die Sophisten und vor allem Platon.

## Schriften (Auswahl)
- Natura e istituzioni umane nelle dottrine dei sofisti. Il Tripode, Neapel 1971.
- Un discorso sui sofisti. Il Tripode, Neapel 1974.
- La nascita della filosofia vista dai Greci. Il Tripode, Neapel 1977.
- Parmenide. Il metodo, la scienza, l’esperienza. Guida, Neapel 1978, Nachdruck Loffredo, Neapel 1989.
- L’eterna malattia del discorso. Quattro studi su Platone. Liguori, Neapel 1991.
- Il nome della cosa. Linguaggio e realtà negli ultimi dialoghi di Platone. Loffredo, Neapel 1996.
- Paradigmi della verità in Platone. Editori Riuniti, Rom 2007.
- I Presocratici. Carocci, Rom 2009.
- O prazer, a morte e o amor nas doutrinas dos Pré-socráticos. Annablume Editora, São Paulo 2012.
- Fedone o dell’anima. Dramma etico in tre atti. Loffredo, Neapel 2015.
- Da Parmenide di Elea al Parmenide di Platone. Academia-Verlag, Sankt Augustin 2015.
- Giustizia, filosofia e felicità. Un’introduzione a La Repubblica di Platone. Aracne, Ariccia 2015.
- Una filosofia degli uomini per gli uomini. Venticinque studi su Platone. Petite Plaisance, Pistola 2021.
- Morte (e Vita). Viaggio dal concetto all’incantesimo, ovvero dai presocratici a Platone. Petite Plaisance, Pistola 2023.
- Platone e il mare. Petite Plaisance, Pistola 2023.